# تاکوتو بالا-اسیکوییبو بالا
تاکوتو بالا- اسیکوییبو بالا (به لاتین: Upper Takutu-Upper Essequibo) یک منطقه در کشور گویان است که در جنوب آن واقع شده‌است، مرکز این شهر لتم است.

## خصوصیات
تاکوتو بالا- اسیکوییبو بالا ۵۷٬۷۵۰ کیلومترمربع مساحت و ۲۴٬۲۱۲ نفر جمعیت دارد.